# Marko Laaksonen
Marko Laaksonen, född 30 maj 1975, är en svensk skidskyttetränare och universitetslärare som bor i Tullus i Jämtland. Han har jobbat med aktiva som Vesa Hietalahti, Paavo Puurunen, Helena Ekholm, Anna-Maria Nilsson, Björn Ferry, Carl-Johan Bergman, Fredrik Lindström och Christoffer Eriksson. 
Marko Laaksonen var tränare inom Finska Skidskytteförbundet under åren 2002-2005. Han jobbade i Sverige under 2011-2014 och är numera förbundskapten åt Finska skidskytteförbundet.